# Babilonia (programma televisivo)
Babilonia è stato un quiz televisivo italiano andato in onda su Canale 5 interamente per una sola stagione dal 18 settembre 1989 in fascia pomeridiana, e parzialmente per la stagione successiva a causa della sua repentina sospensione il 28 dicembre 1990. La conduzione è stata di Umberto Smaila.

## La trasmissione
Il quiz, che prende il posto del precedente C'est la vie chiuso già dal 23 giugno 1989 e sempre condotto da Smaila, è ambientato in una scenografia caratterizzata da un'atmosfera arabeggiante, con motivi assiro-babilonesi e cavalli alati. Esso era un adattamento ad opera di Fatma Ruffini di Hit Man, format statunitense della NBC trasmesso su tale emittente agli inizi del 1983.

### Meccanismo del gioco
Babilonia è diviso in tre manches durante le quali si sfidano tre concorrenti, il campione in carica e due sfidanti. Nella prima manche, la sfida è incentrata su alcune domande poste dal conduttore e inerenti alcuni video (riguardanti svariati argomenti), che richiedono una buona capacità di memoria e rapidità da parte dei concorrenti nel rispondere; ad ogni risposta esatta corrisponde l'accensione di uno dei cinque "leoncini" che compongono la scenografia alle spalle del concorrente, che giunto a cinque definizioni corrette (e quindi cinque leoncini "accesi") si aggiudica la manche e il montepremi in palio per questa fase, 4 milioni di lire in gettoni d'oro. In caso di risposta errata, il concorrente salta il turno successivo.
La seconda manche, chiamata Videogames, è caratterizzata da domande utili ai concorrenti per accrescere il loro montepremi; è chiamata così perché, a seconda del risultato della prova precedente, vengono assegnati tanti leoncini (rappresentati con la medesima grafica dei videogiochi dei primi anni novanta, da qui il titolo della manche) quante domande hanno a disposizione: nove per il primo, cinque per il secondo e quattro per il terzo.
La manche finale è dedicata al solo campione che, girato di spalle, deve scegliere il numero di una delle colonne prestabilite in un tabellone, la quale contiene un numero variabile di domande (mai superiore a cinque) alle quali il concorrente deve rispondere nel tempo massimo di un minuto, ottenendo così un montepremi sempre crescente in base alle colonne che riesce a completare.

### Collocazione in palinsesto
Il programma, trasmesso in fascia pomeridiana dal lunedì al venerdì alle 17.30, va a comporre insieme a Doppio slalom (trasmesso alle 17), Ok, il prezzo è giusto (in onda al termine della trasmissione), Il gioco dei 9 e Tra moglie e marito un lungo pomeriggio interamente dedicato al genere quiz, al quale la rete ammiraglia Fininvest, dedica ampio spazio fin dal palinsesto della mattina.
Viene confermato in palinsesto anche per una seconda stagione, che inizia nel settembre 1990, venendo però sospeso il 28 dicembre in seguito alla decisione dei vertici Fininvest di promuovere su Canale 5 il contenitore di cartoni animati di Italia 1 Bim bum bam, in onda nella medesima fascia oraria dal successivo 7 gennaio.

### Accoglienza del pubblico
La trasmissione ha un discreto successo d'ascolti, ottenendo come media, dal settembre 1989 al febbraio 1990, un milione e 300.000 telespettatori pari al 14,72% di share. Ha successo in particolare tra il pubblico femminile, che compone infatti il 70% della platea televisiva che guarda il quiz, in antitesi rispetto ad un altro quiz di Umberto Smaila in onda in seconda serata su Italia 7 nello stesso periodo, Colpo grosso, destinato prevalentemente ad un pubblico maschile.
Il programma è stato riproposto negli anni successivi sull'emittente satellitare Happy Channel e dal 2017 da Mediaset Extra.